# Andrei Sergejewitsch Bubnow

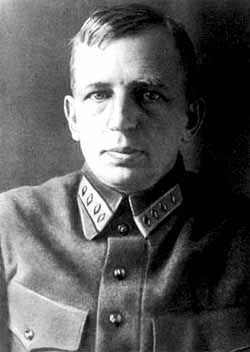
Andrei Sergejewitsch Bubnow

Andrei Sergejewitsch Bubnow (russisch Андрей Сергеевич Бубнов; * 23. März 1883 in Iwanowo-Wosnessensk, Russisches Kaiserreich; † erschossen 1. August 1938) war ein sowjetischer Revolutionär und Politiker.

## Leben
Bubnow studierte am landwirtschaftlichen Institut in Moskau. Während seiner Studienzeit schloss er sich der Sozialdemokratischen Arbeiterpartei Russlands an. Er unterstützte die bolschewistische Gruppierung innerhalb dieser Partei und wurde in den nächsten Jahren dreizehnmal verhaftet.
1909 war Bubnow als Agent des Zentralkomitees der Partei tätig. Nachdem er im Folgejahr erneut verhaftet worden war, wurde er wieder in Freiheit zur Organisation der Arbeiterschaft in Nischni Nowgorod eingesetzt. Zudem schrieb er in dieser Zeit Artikel für die Parteizeitung Prawda.
Bei Ausbruch des Ersten Weltkriegs wurde Bubnow in der Antikriegsbewegung aktiv. 1916 wurde er deshalb verhaftet und nach Sibirien verbannt. Nach der Februarrevolution kehrte er 1917 nach Moskau zurück. Bei der Parteitags-Konferenz im April 1917 wurde er zum vertretenden Mitglied des Zentralkomitees der Partei und beim VI. Parteitag der SAPR (B)
Anfang August als Mitglied des 21-köpfigen Zentralkomitees gewählt. Er gehörte unter Vorsitz von Leo Trotzki dem Revolutionären Militärkomitee an und war an der Vorbereitung der Machtübernahme der Bolschewiki im Zuge der Oktoberrevolution maßgeblich beteiligt, vor allem um den Eisenbahnverkehr zu kontrollieren.
Während des Russischen Bürgerkriegs trat Bubnow der Roten Armee bei und kämpfte an der Ukrainischen Front für die Roten. Nach dem Sieg der Roten arbeitete er im Moskauer Komitee der Partei und wurde ein Anhänger der linken Opposition innerhalb der Partei.
Bubnow war einer der Unterzeichner der im Oktober 1923 veröffentlichten Erklärung der 46, mit der die von Trotzki in den parteiinternen Auseinandersetzungen vertretene Position unterstützt wurde. Er wendete sich jedoch bereits im Januar 1924 von Trotzki ab und unterstützte nunmehr dessen Rivalen Stalin. Er wurde Leiter der Politischen Verwaltung der Roten Armee und erneut in das Zentralkomitee der Partei gewählt.
1929 ersetzte er Lunatscharski als Volkskommissar für Erziehung. In diesem Amt – das er in den Kabinetten von Rykow und Molotow bis 1937 wahrnahm – legte er das Augenmerk auf die Vermittlung praktischer industrieller Fertigkeiten.
Im November 1937 wurde Bubnow im Zuge des Großen Terrors aus dem Zentralkomitee der Partei ausgeschlossen, verhaftet und am 1. August 1938 erschossen. Nach dem Ende der Stalinära wurde er rehabilitiert.